# Pavel Machotka
Pavel Machotka, né le 21 août 1936 à Prague et mort le 18 mars 2019, est un universitaire et peintre américain d'origine tchèque. Il a été professeur de psychologie de l'esthétique à l'université de Californie à Santa Cruz de 1970 à 1994. Il est l'auteur de plusieurs livres, dont deux sur le peintre Paul Cézanne.

## Biographie
Pavel Machotka nait en 1936 à Prague, en Tchécoslovaquie. Son père, Otakar Machotka (cs), est sociologue et universitaire. Sa famille émigre aux États-Unis en 1948 pour échapper à la répression à la suite du coup de Prague qui met le parti communiste au pouvoir, avec le soutien de l'Union soviétique. Il bénéficie à 16 ans d'une bourse d'études à l'université de Chicago, où il obtient sa licence. Il poursuit ses études à l'université Harvard, où il obtient un master en 1958 et un doctorat en psychologie en 1962,.
Pavel Machotka est professeur de psychologie de l'esthétique à l'université de Californie à Santa Cruz de 1970 à 1994. Il reçoit un doctorat honoris causa de l'université Charles de Prague en 1998.
Il est auteur et co-auteur de plusieurs livres sur la psychologie et les arts, dont deux sur le peintre Paul Cézanne. Ses recherches ont montré que Cézanne était un réaliste et que les cubistes avaient mal compris son travail. Dans Cézanne: Landscape Into Art, il juxtapose des images modernes avec des peintures de Cézanne, comme John Rewald et Erle Loran l'avaient fait auparavant, mais va plus loin en mettant l'accent sur le réalisme de Cézanne. 
Pavel Machotka est également un peintre.
Il meurt le 18 mars 2019 à 82 ans

## Œuvres choisies
- John Spiegel et Pavel Machotka, Messages of the Body, New York, Free Press, 1974 (ISBN 9780029304006, OCLC 925720708)
- Pavel Machotka, The Nude: Perception and Personality, New York, Irvington Wiley, 1979 (ISBN 9780470264263, OCLC 877037621)
- Pavel Machotka et John Paul Spiegel, The Articulate Body, New York, Irvington Publishers, 1982 (ISBN 9780829002294, OCLC 869195344)
- Pavel Machotka, Cézanne: Landscape Into Art, New Haven, Yale University Press, 1996 (ISBN 9780300067019, OCLC 34558348)
- Pavel Machotka et Lori Felton, Painting and Our Inner World: The Psychology of Image Making, New York, Kluwer Academic/Plenum Publishers, 2003 (ISBN 9780306474088, OCLC 816123050)
- Pavel Machotka, Cézanne: The Eye and the Mind, Marseille, Éditions Crès, 2008 (ISBN 9782753700475, OCLC 926034870, lire en ligne )